# Inestabilidad convectiva

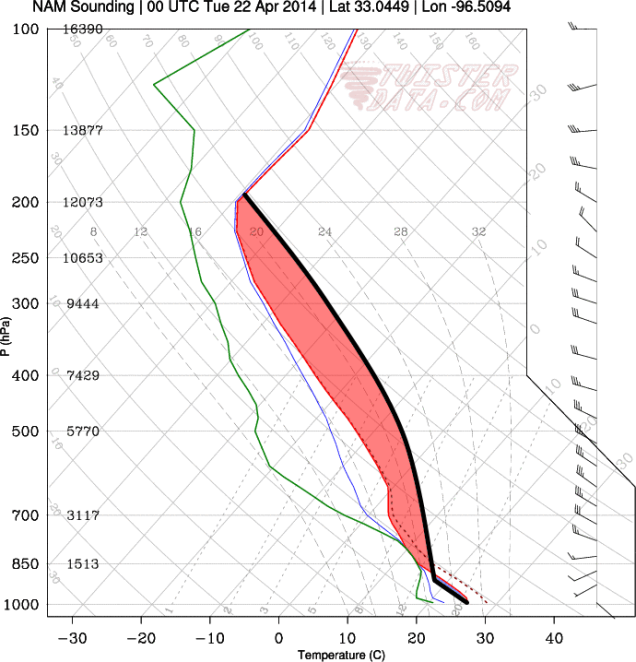
Inestabilidad convectiva, indicada en la región resaltada en rojo ("área positiva"), en un diagrama Skew-T log-P.

En meteorología, la inestabilidad convectiva o estabilidad de una masa de aire se refiere a su capacidad para resistir el movimiento vertical. Una atmósfera estable dificulta el movimiento vertical y las pequeñas perturbaciones verticales se amortiguan y desaparecen. En una atmósfera inestable , los movimientos verticales del aire (como en las nubes orográficas, donde una masa de aire se desplaza hacia arriba cuando es arrastrada por el viento hacia la pendiente ascendente de una cadena montañosa) tienden a aumentar, lo que resulta en un flujo de aire turbulento y actividad convectiva. La inestabilidad puede provocar turbulencias significativas, extensas nubes verticales y clima severo como tormentas eléctricas.